# Campionati svizzeri di sci alpino
I Campionati svizzeri di sci alpino sono una competizione sciistica che si svolge ogni anno, generalmente nel mese di marzo, in una diversa stazione sciistica svizzera. Organizzati dalla Federazione sciistica della Svizzera (Swiss-Ski), decretano il campione e la campionessa svizzeri di ogni disciplina sciistica attraverso una singola gara. Nei primi anni erano ammessi anche sciatori di altre nazionalità e pertanto alcuni titoli sono stati conquistati da atleti non svizzeri, possibilità successivamente concessa solo agli sciatori del Liechtenstein.
La prima edizione del 1928 ha visto lo svolgimento della sola discesa libera al femminile; dal 1934 sono state introdotte anche le gare maschili di discesa libera e slalom speciale; le competizioni femminili sono entrate a far parte del programma di gara dal 1936. Alle sciatrici sono stati assegnati, oltre ai titoli in palio per gli uomini, anche quello della combinata, che al maschile sarà disputato solo dal 1943. Dal 1951 è stata inserita la prova di slalom gigante, mentre quella di supergigante nel 1988. Dal 2008 la combinata è stata sostituita dalla supercombinata.

## Albo d'oro

### Discesa libera
| Edizione | Uomini                      | Donne                       |
| -------- | --------------------------- | --------------------------- |
| 1934     | David Zogg                  | non assegnato               |
| 1935     | Fritz Steuri                | non assegnato               |
| 1936     | Hans Schlunegger            | Nini von Arx-Zogg           |
| 1937     | Heinz von Allmen            | Elvira Osirnig              |
| 1938     | Hellmut Lantschner Germania | Laila Schou Nilsen Norvegia |
| 1939     | Karl Molitor                | Erna Steuri                 |
| 1940     | Albert Scheuing             | Erna Steuri                 |
| 1941     | Gerhard Olinger             | Clara Bertsch               |
| 1942     | Heinz von Allmen            | Hedy Schlunegger            |
| 1943     | Fritz Kaufmann              | Antoinette Meyer            |
| 1944     | Fritz Kaufmann              | Hedy Schlunegger            |
| 1945     | Rudolf Graf                 | Rosmarie Bleuer             |
| 1946     | Karl Molitor                | Hedy Schlunegger            |
| 1947     | Ralph Olinger               | Hedy Schlunegger            |
| 1948     | Ralph Olinger               | Lina Mittner                |
| 1949     | Ralph Olinger               | Rosmarie Bleuer             |
| 1950     | Adolf Odermatt              | Idly Walpoth                |
| 1951     | Bernhard Perren             | Idly Walpoth                |
| 1952     | Bernhard Perren             | Ida Schöpfer                |
| 1953     | Fred Rubi                   | Ida Schöpfer                |
| 1954     | Fred Rubi                   | Frieda Dänzer               |
| 1955     | Martin Julen                | Madeleine Berthod           |
| 1956     | non assegnato               | non assegnato               |
| 1957     | Roland Bläsi                | Margrit Gertsch             |
| 1958     | Roger Staub                 | Hedy Beeler                 |
| 1959     | Willi Forrer                | Yvonne Rüegg                |
| 1960     | Willi Forrer                | Margrit Gertsch             |
| 1961     | non assegnato               | non assegnato               |
| 1962     | Willi Forrer                | Theres Obrecht              |
| 1963     | Jos Minsch                  | Theres Obrecht              |
| 1964     | Jos Minsch                  | Theres Obrecht              |
| 1965     | Dumeng Giovanoli            | Heidi Obrecht               |
| 1966     | Jos Minsch                  | Heidi Obrecht               |
| 1967     | Dumeng Giovanoli            | Madeleine Wuilloud          |
| 1968     | Jean-Daniel Dätwyler        | Annerösli Zryd              |
| 1969     | Jean-Daniel Dätwyler        | Vreni Inäbnit               |
| 1970     | Bernhard Russi              | Michèle Rubli               |
| 1971     | Bernhard Russi              | Vreni Inäbnit               |
| 1972     | Walter Tresch               | Marie-Theres Nadig          |
| 1973     | non assegnato               | non assegnato               |
| 1974     | René Berthod                | Bernadette Zurbriggen       |
| 1975     | Philippe Roux               | Bernadette Zurbriggen       |
| 1976     | Philippe Roux               | Bernadette Zurbriggen       |
| 1977     | non assegnato               | non assegnato               |
| 1978     | Silvano Meli                | Bernadette Zurbriggen       |
| 1979     | Peter Müller                | Bernadette Zurbriggen       |
| 1980     | Peter Müller                | Annemarie Bischofberger     |
| 1981     | Toni Bürgler                | Hanni Wenzel Liechtenstein  |
| 1982     | Peter Müller                | Doris De Agostini           |
| 1983     | Conradin Cathomen           | Doris De Agostini           |
| 1984     | Urs Räber                   | Michela Figini              |
| 1985     | Peter Müller                | Michela Figini              |
| 1986     | Karl Alpiger                | Zoë Haas                    |
| 1987     | Daniel Mahrer               | Maria Walliser              |
| 1988     | William Besse               | Heidi Zeller-Bähler         |
| 1989     | Franz Heinzer               | Michela Figini              |
| 1990     | Franz Heinzer               | Heidi Zeller-Bähler         |
| 1991     | Franz Heinzer               | Chantal Bournissen          |
| 1992     | William Besse               | Chantal Bournissen          |
| 1993     | Daniel Mahrer               | Heidi Zeller-Bähler         |
| 1994     | Franz Heinzer               | Heidi Zeller-Bähler         |
| 1995     | Daniel Mahrer               | Heidi Zurbriggen            |
| 1996     | Bruno Kernen                | Corinne Rey-Bellet          |
| 1997     | William Besse               | Sylviane Berthod            |
| 1998     | Didier Cuche                | Sylviane Berthod            |
| 1999     | Paul Accola                 | Sylviane Berthod            |
| 2000     | Marco Büchel Liechtenstein  | Corinne Rey-Bellet          |
| 2001     | Silvano Beltrametti         | Corinne Rey-Bellet          |
| 2002     | non assegnato               | non assegnato               |
| 2003     | Didier Défago               | Nadia Styger                |
| 2004     | non assegnato               | non assegnato               |
| 2005     | Bruno Kernen                | Nadia Styger                |
| 2006     | Didier Cuche                | Nadia Styger                |
| 2007     | Tobias Grünenfelder         | Sylviane Berthod            |
| 2008     | non assegnato               | non assegnato               |
| 2009     | Tobias Grünenfelder         | Martina Schild              |
| 2010     | Patrick Küng                | Nadja Kamer                 |
| 2011     | Didier Cuche                | Marianne Abderhalden        |
| 2012     | Vitus Lüönd                 | Fränzi Aufdenblatten        |
| 2013     | Sandro Viletta              | Andrea Dettling             |
| 2014     | Urs Kryenbühl               | Corinne Suter               |
| 2015     | Mauro Caviezel              | Dominique Gisin             |
| 2016     | Niels Hintermann            | Fabienne Suter              |
| 2017     | Beat Feuz                   | Corinne Suter               |
| 2018     | Marco Odermatt              | Priska Nufer                |
| 2019     | Urs Kryenbühl               | Corinne Suter               |
| 2020     | non assegnato               | non assegnato               |
| 2021     | Ralph Weber                 | Delia Durrer                |
| 2022     | Niels Hintermann            | Delia Durrer                |
| 2023     | Justin Murisier             | Delia Durrer                |

### Supergigante
| Edizione | Uomini              | Donne                |
| -------- | ------------------- | -------------------- |
| 1988     | Thomas Bürgler      | non assegnato        |
| 1989     | Pirmin Zurbriggen   | Zoë Haas             |
| 1990     | Daniel Mahrer       | Maria Walliser       |
| 1991     | Daniel Mahrer       | Chantal Bournissen   |
| 1992     | William Besse       | Madlen Summermatter  |
| 1993     | Daniel Caduff       | Heidi Zeller-Bähler  |
| 1994     | Franz Heinzer       | Heidi Zeller-Bähler  |
| 1995     | Marco Hangl         | Heidi Zeller-Bähler  |
| 1996     | Bruno Kernen        | Heidi Zurbriggen     |
| 1997     | Paul Accola         | Monika Tschirky      |
| 1998     | Didier Cuche        | Corinne Rey-Bellet   |
| 1999     | Paul Accola         | Nadia Styger         |
| 2000     | Jürg Grünenfelder   | Nadia Styger         |
| 2001     | Silvano Beltrametti | Corinne Rey-Bellet   |
| 2002     | non assegnato       | Tamara Müller        |
| 2003     | Didier Cuche        | Tanja Pieren         |
| 2004     | Konrad Hari         | Fränzi Aufdenblatten |
| 2005     | Tobias Grünenfelder | Miriam Gmür          |
| 2006     | Tobias Grünenfelder | Nadia Styger         |
| 2007     | Didier Cuche        | Lara Gut             |
| 2008     | Didier Cuche        | Fränzi Aufdenblatten |
| 2009     | Tobias Grünenfelder | Fabienne Suter       |
| 2010     | Tobias Grünenfelder | non assegnato        |
| 2011     | Christian Spescha   | Jasmine Flury        |
| 2012     | Thomas Tumler       | Fränzi Aufdenblatten |
| 2013     | Sandro Viletta      | Andrea Dettling      |
| 2014     | Mauro Caviezel      | Nadja Kamer          |
| 2015     | Fernando Schmed     | Jasmina Suter        |
| 2016     | Niels Hintermann    | Denise Feierabend    |
| 2017     | Gino Caviezel       | Corinne Suter        |
| 2018     | Marco Odermatt      | Nathalie Gröbli      |
| 2019     | Gilles Roulin       | Corinne Suter        |
| 2020     | Josua Mettler       | Luana Flütsch        |
| 2021     | Lars Rösti          | Delia Durrer         |
| 2022     | Justin Murisier     | Corinne Suter        |
| 2023     | Denis Corthay       | Delia Durrer         |

### Slalom gigante
| Edizione | Uomini                       | Donne                        |
| -------- | ---------------------------- | ---------------------------- |
| 1951     | Bernhard Perren              | Ida Schöpfer                 |
| 1952     | Kar Gamma                    | Madeleine Berthod            |
| 1953     | René Rey                     | Ida Schöpfer                 |
| 1954     | Georges Schneider            | Ida Schöpfer                 |
| 1955     | Raymond Fellay               | Ruth Fridlin                 |
| 1956     | Raymond Fellay               | Madeleine Berthod            |
| 1957     | Roger Staub                  | Frieda Dänzer                |
| 1958     | Roger Staub                  | Frieda Dänzer                |
| 1959     | Roger Staub                  | Madeleine Berthod            |
| 1960     | Roger Staub                  | Madeleine Berthod            |
| 1961     | Roger Staub                  | Liselotte Michel             |
| 1962     | Robert Grünenfelder          | Theres Obrecht               |
| 1963     | Jos Minsch                   | Theres Obrecht               |
| 1964     | Stefan Kälin                 | Theres Obrecht               |
| 1965     | Edmund Bruggmann             | Theres Obrecht               |
| 1966     | Edmund Bruggmann             | Theres Obrecht               |
| 1967     | non assegnato                | non assegnato                |
| 1968     | Dumeng Giovanoli             | Fernande Bochatay            |
| 1969     | Dumeng Giovanoli             | Fernande Bochatay            |
| 1970     | Jakob Tischhauser            | Michèle Rubli                |
| 1971     | Hans Zingre                  | Rita Good                    |
| 1972     | Werner Mattle                | Lise-Marie Morerod           |
| 1973     | Adolf Rösti                  | Bernadette Zurbriggen        |
| 1974     | Heini Hemmi                  | Lise-Marie Morerod           |
| 1975     | Heini Hemmi                  | Lise-Marie Morerod           |
| 1976     | Ernst Good                   | Marie-Theres Nadig           |
| 1977     | Peter Müller                 | Lise-Marie Morerod           |
| 1978     | Heini Hemmi                  | Lise-Marie Morerod           |
| 1979     | Peter Lüscher                | Hanni Wenzel Liechtenstein   |
| 1980     | Joël Gaspoz                  | Marie-Theres Nadig           |
| 1981     | Joël Gaspoz                  | Erika Hess                   |
| 1982     | Peter Lüscher                | Ursula Konzett Liechtenstein |
| 1983     | Max Julen                    | Erika Hess                   |
| 1984     | Thomas Bürgler               | Erika Hess                   |
| 1985     | Thomas Bürgler               | Maria Walliser               |
| 1986     | Pirmin Zurbriggen            | Erika Hess                   |
| 1987     | Pirmin Zurbriggen            | Vreni Schneider              |
| 1988     | Joël Gaspoz                  | Michela Figini               |
| 1989     | Pirmin Zurbriggen            | Vreni Schneider              |
| 1990     | Martin Knöri                 | Zoë Haas                     |
| 1991     | Urs Kälin                    | Vreni Schneider              |
| 1992     | Ivan Eggenberger             | Heidi Zurbriggen             |
| 1993     | Marco Hangl                  | Sonja Nef                    |
| 1994     | non assegnato                | Vreni Schneider              |
| 1995     | Urs Kälin                    | Corinne Rey-Bellet           |
| 1996     | Urs Kälin                    | Corinne Rey-Bellet           |
| 1997     | Michael von Grünigen         | Karin Roten                  |
| 1998     | Steve Locher                 | Sylviane Berthod             |
| 1999     | Didier Plaschy               | Birgit Heeb Liechtenstein    |
| 2000     | Marco Büchel Liechtenstein   | Sonja Nef                    |
| 2001     | Michael von Grünigen         | Sonja Nef                    |
| 2002     | non assegnato                | Sonja Nef                    |
| 2003     | Daniel Albrecht              | Fabienne Suter               |
| 2004     | Didier Défago                | Lilian Kummer                |
| 2005     | Marc Berthod                 | Marlies Oester               |
| 2006     | Marc Gini                    | Tina Weirather Liechtenstein |
| 2007     | Marc Berthod                 | Pascale Berthod              |
| 2008     | Daniel Albrecht              | Fränzi Aufdenblatten         |
| 2009     | Didier Cuche                 | Rabea Grand                  |
| 2010     | Justin Murisier Ami Oreiller | Nadja Kamer                  |
| 2011     | Reto Schmidiger              | Tina Weirather Liechtenstein |
| 2012     | Didier Défago                | Lara Gut                     |
| 2013     | Sandro Viletta               | Noemi Rüsch                  |
| 2014     | Thomas Tumler                | Wendy Holdener               |
| 2015     | Thomas Tumler                | Dominique Gisin              |
| 2016     | Justin Murisier              | Aline Danioth                |
| 2017     | Gino Caviezel                | Mélanie Meillard             |
| 2018     | non assegnato                | Wendy Holdener               |
| 2019     | Cédric Noger                 | Camille Rast                 |
| 2020     | Marco Reymond                | Vivianne Härri               |
| 2021     | Justin Murisier              | Camille Rast                 |
| 2022     | Loïc Meillard                | Jasmina Suter                |
| 2023     | Marco Odermatt               | Delphine Darbellay           |

### Slalom speciale
| Edizione | Uomini                             | Donne                            |
| -------- | ---------------------------------- | -------------------------------- |
| 1934     | Karl Graf                          | non assegnato                    |
| 1935     | Arnold Glatthard                   | non assegnato                    |
| 1936     | Jacques Ettinger                   | Nini von Arx-Zogg                |
| 1937     | Willy Steuri                       | Elvira Osirnig                   |
| 1938     | Hellmut Lantschner Germania        | Christl Cranz Germania           |
| 1939     | Rudolf Rominger                    | Erna Steuri                      |
| 1940     | Rudolf Rominger                    | Nini von Arx-Zogg                |
| 1941     | Rudolf Rominger                    | Elvira Osirnig                   |
| 1942     | Karl Molitor                       | Verena Fuchs                     |
| 1943     | Fritz Kaufmann                     | Verena Fuchs                     |
| 1944     | Otto von Allmen                    | Antoinette Meyer                 |
| 1945     | Otto von Allmen                    | Antoinette Meyer                 |
| 1946     | Franz Bumann                       | Elisa Conzett                    |
| 1947     | Ralph Olinger                      | Renée Clerc                      |
| 1948     | Karl Molitor                       | Olivia Ausoni                    |
| 1949     | Edi Rominger                       | Francine Éternod                 |
| 1950     | Franz Bumann                       | Renée Clerc                      |
| 1951     | Georges Schneider                  | Olivia Ausoni                    |
| 1952     | Fernand Grosjean                   | Ida Schöpfer                     |
| 1953     | René Rey                           | Madeleine Berthod                |
| 1954     | Fernand Grosjean Georges Schneider | Ida Schöpfer                     |
| 1955     | Fernand Grosjean                   | Hedy Beeler                      |
| 1956     | Georges Schneider                  | Renée Colliard                   |
| 1957     | Georges Schneider                  | Annemarie Waser                  |
| 1958     | Georges Schneider                  | Frieda Dänzer                    |
| 1959     | Adolf Mathis                       | Annemarie Waser                  |
| 1960     | Adolf Mathis                       | Liselotte Michel Annemarie Waser |
| 1961     | Adolf Mathis                       | Liselotte Michel                 |
| 1962     | Adolf Mathis                       | Liselotte Michel                 |
| 1963     | Adolf Mathis                       | Sylvia Zimmermann                |
| 1964     | Adolf Mathis                       | Fernande Bochatay                |
| 1965     | Dumeng Giovanoli                   | Edith Hiltbrand                  |
| 1966     | Edmund Bruggmann                   | Fernande Bochatay                |
| 1967     | Jakob Tischhauser                  | Fernande Bochatay                |
| 1968     | Dumeng Giovanoli                   | Fernande Bochatay                |
| 1969     | Dumeng Giovanoli                   | Catherine Cuche                  |
| 1970     | Edmund Bruggmann                   | Hedi Schillig                    |
| 1971     | Peter Frei                         | Bernadette Zurbriggen            |
| 1972     | Edmund Bruggmann                   | Bernadette Zurbriggen            |
| 1973     | Heini Hemmi                        | Bernadette Zurbriggen            |
| 1974     | Walter Tresch                      | Lise-Marie Morerod               |
| 1975     | Peter Lüscher                      | Lise-Marie Morerod               |
| 1976     | Heini Hemmi                        | Marianne Jäger                   |
| 1977     | Paul Frommelt Liechtenstein        | Lise-Marie Morerod               |
| 1978     | Andreas Wenzel Liechtenstein       | Lise-Marie Morerod               |
| 1979     | Paul Frommelt Liechtenstein        | Ursula Konzett Liechtenstein     |
| 1980     | Peter Lüscher                      | Erika Hess                       |
| 1981     | Marc Girardelli Lussemburgo        | Erika Hess                       |
| 1982     | Jacques Lüthy                      | Erika Hess                       |
| 1983     | Jacques Lüthy                      | Brigitte Gadient                 |
| 1984     | Joël Gaspoz                        | Brigitte Gadient                 |
| 1985     | Jacques Lüthy                      | Corinne Schmidhauser             |
| 1986     | Jacques Lüthy                      | Corinne Schmidhauser             |
| 1987     | Paul Frommelt Liechtenstein        | Erika Hess                       |
| 1988     | Hans Pieren                        | Vreni Schneider                  |
| 1989     | Patrick Staub                      | Vreni Schneider                  |
| 1990     | Paul Frommelt Liechtenstein        | Brigitte Gadient                 |
| 1991     | Paul Accola                        | Gabriela Zingre-Graf             |
| 1992     | Oliver Künzi                       | Monika Käslin                    |
| 1993     | Paul Accola                        | Vreni Schneider                  |
| 1994     | Andrea Zinsli                      | Vreni Schneider                  |
| 1995     | Andrea Zinsli                      | Vreni Schneider                  |
| 1996     | Michael von Grünigen               | Karin Roten                      |
| 1997     | Michael von Grünigen Andrea Zinsli | Gabriela Zingre-Graf             |
| 1998     | Paul Accola                        | Karin Roten                      |
| 1999     | Didier Plaschy                     | Lilian Kummer                    |
| 2000     | Didier Plaschy                     | Sonja Nef                        |
| 2001     | Michael von Grünigen               | Sonja Nef                        |
| 2002     | Urs Imboden                        | Marlies Oester                   |
| 2003     | Urs Imboden                        | Erika Dicht                      |
| 2004     | Urs Imboden                        | Sonja Nef                        |
| 2005     | Marc Gini                          | Marlies Oester                   |
| 2006     | Marc Gini                          | Aita Camastral                   |
| 2007     | Marc Gini                          | Aline Bonjour                    |
| 2008     | Daniel Albrecht                    | Aita Camastral                   |
| 2009     | Marc Gini                          | Jessica Pünchera                 |
| 2010     | Markus Vogel                       | Marina Nigg Liechtenstein        |
| 2011     | Reto Schmidiger                    | Esther Good                      |
| 2012     | Markus Vogel                       | Margaux Givel                    |
| 2013     | Reto Schmidiger                    | Wendy Holdener                   |
| 2014     | Bernhard Niederberger              | Wendy Holdener                   |
| 2015     | Luca Aerni                         | Denise Feierabend                |
| 2016     | Daniel Yule                        | Wendy Holdener                   |
| 2017     | Luca Aerni                         | Mélanie Meillard                 |
| 2018     | Ramon Zenhäusern                   | Wendy Holdener                   |
| 2019     | Loïc Meillard                      | Wendy Holdener                   |
| 2020     | Noel von Grünigen                  | Amélie Klopfenstein              |
| 2021     | Ramon Zenhäusern                   | Mélanie Meillard                 |
| 2022     | Ramon Zenhäusern                   | Wendy Holdener                   |
| 2023     | Lenz Hächler                       | Anuk Brändli                     |

### Combinata
| Edizione | Uomini                       | Donne                         |
| -------- | ---------------------------- | ----------------------------- |
| 1936     | non assegnato                | Nini von Arx-Zogg             |
| 1937     | non assegnato                | Elvira Osirnig                |
| 1938     | non assegnato                | Christl Cranz Germania        |
| 1939     | non assegnato                | Erna Steuri                   |
| 1940     | non assegnato                | Nini von Arx-Zogg             |
| 1941     | non assegnato                | Verena Fuchs                  |
| 1942     | non assegnato                | Verena Fuchs                  |
| 1943     | Fritz Kaufmann               | Hedy Schlunegger              |
| 1944     | Otto von Allmen              | Erika Paroni-Gasche           |
| 1945     | Karl Molitor                 | Antoinette Meyer              |
| 1946     | Karl Molitor                 | Hedy Schlunegger              |
| 1947     | Fernand Grosjean             | Hedy Schlunegger              |
| 1948     | Karl Molitor                 | Lina Mittner                  |
| 1949     | Rudolf Graf                  | Rosmarie Bleuer               |
| 1950     | Alfred Rombaldi              | Trina Vetsch-Steiner          |
| 1951     | Fred Rubi                    | Olivia Ausoni                 |
| 1952     | René Rey                     | Ida Schöpfer                  |
| 1953     | Fred Rubi                    | Ida Schöpfer                  |
| 1954     | Georges Schneider            | Ida Schöpfer                  |
| 1955     | Hans Forrer                  | Ruth Fridlin                  |
| 1956     | non assegnato                | non assegnato                 |
| 1957     | Roland Bläsi                 | Margrit Gertsch               |
| 1958     | Roger Staub                  | Frieda Dänzer                 |
| 1959     | Roger Staub                  | Annemarie Waser               |
| 1960     | Roger Staub                  | Annemarie Waser               |
| 1961     | non assegnato                | non assegnato                 |
| 1962     | Willi Forrer                 | Theres Obrecht                |
| 1963     | Jos Minsch                   | Sylvia Zimmermann             |
| 1964     | Stefan Kälin                 | Theres Obrecht                |
| 1965     | Edmund Bruggmann             | Edith Hiltbrand               |
| 1966     | Edmund Bruggmann             | Theres Obrecht                |
| 1967     | Willy Favre                  | Edith Hiltbrand               |
| 1968     | Dumeng Giovanoli             | Fernande Bochatay             |
| 1969     | Dumeng Giovanoli             | Fernande Bochatay             |
| 1970     | Dumeng Giovanoli             | Michèle Rubli                 |
| 1971     | Bernhard Russi               | Bernadette Zurbriggen         |
| 1972     | Walter Tresch                | Bernadette Zurbriggen         |
| 1973     | Willi Frommelt Liechtenstein | Bernadette Zurbriggen         |
| 1974     | Walter Tresch                | Lise-Marie Morerod            |
| 1975     | Willi Frommelt Liechtenstein | Bernadette Zurbriggen         |
| 1976     | Peter Lüscher                | Marianne Jäger                |
| 1977     | Andreas Wenzel Liechtenstein | Lise-Marie Morerod            |
| 1978     | Jean-Luc Fournier            | Bernadette Zurbriggen         |
| 1979     | Jacques Lüthy                | Erika Hess                    |
| 1980     | Christian Welschen           | Marlies Wittenwiler           |
| 1981     | Thomas Bürgler               | Erika Hess                    |
| 1982     | Peter Müller                 | Brigitte Oertli               |
| 1983     | Thomas Bürgler               | Brigitte Gadient              |
| 1984     | Thomas Bürgler               | Brigitte Oertli               |
| 1985     | Thomas Bürgler               | Maria Walliser                |
| 1986     | Gustav Oehrli                | Maria Walliser                |
| 1987     | Paul Accola                  | Maria Walliser                |
| 1988     | Hans Pieren                  | Sandra Burn                   |
| 1989     | Pirmin Zurbriggen            | Marlis Spescha                |
| 1990     | Xavier Gigandet              | Sandra Reymond                |
| 1991     | Paul Accola                  | Manuela Heubi                 |
| 1992     | Patrick Staub                | Heidi Zurbriggen              |
| 1993     | Paul Accola                  | Laura Schelbert               |
| 1994     | Paul Accola                  | Marlies Oester                |
| 1995     | Bruno Kernen                 | Sandra Reymond                |
| 1996     | Paul Accola                  | Corinne Rey-Bellet            |
| 1997     | Paul Accola                  | Catherine Borghi              |
| 1998     | Paul Accola                  | Sylviane Berthod              |
| 1999     | Paul Accola                  | Marlies Oester                |
| 2000     | Marco Büchel Liechtenstein   | Tamara Schädler Liechtenstein |
| 2001     | Paul Accola                  | Ella Alpiger                  |
| 2002     | non assegnato                | non assegnato                 |
| 2003     | Daniel Albrecht              | Fränzi Aufdenblatten          |
| 2004     | Daniel Albrecht              | Eliane Volken                 |
| 2005     | Stéphane de Siebenthal       | Marianne Abderhalden          |
| 2006     | Marc Berthod                 | Andrea Dettling               |
| 2007     | Didier Cuche                 | Aline Bonjour                 |
| 2008     | Marc Gini                    | non assegnato                 |
| 2009     | Silvan Zurbriggen            | Jessica Pünchera              |
| 2010     | Justin Murisier              | Nadja Kamer                   |
| 2011     | Beat Feuz                    | Marianne Abderhalden          |
| 2012     | Luca Aerni                   | Wendy Holdener                |
| 2013     | non assegnato                | non assegnato                 |
| 2014     | Sandro Viletta               | Wendy Holdener                |
| 2015     | Loïc Meillard                | Denise Feierabend             |
| 2016     | Loïc Meillard                | Rahel Kopp                    |
| 2017     | Luca Aerni                   | Wendy Holdener                |
| 2018     | Sandro Simonet               | Vivianne Härri                |
| 2019     | Sandro Simonet               | Priska Nufer                  |
| 2020     | Reto Mächler                 | Katja Grossmann               |
| 2021     | Sandro Simonet               | Delia Durrer                  |
| 2022     | Luca Aerni                   | Noémie Kolly                  |
| 2023     | non assegnato                | non assegnato                 |